# Свопціон
Свопціони (англ. European Swap Options, Swaptions) — опціони на відсотковий своп, які надають право увійти в певний відсотковий своп на конкретну дату в майбутньому. Вони виступають альтернативним варінтом таких фінансових інструментів, як Forward Swaps (або Deferred Swaps), які не потребують ніяких початкових витрат (як свопціони), але зобов'язують сторони увійти в угоду свопу.

## Свопціон «колл»
Свопціон колл — свопціон, який забезпечує право покупцю бути платником по фіксованій ставці (фіксованому курсу) ; при цьому йому будуть платити по плаваючій ставці.
Покупець колу сплачує узгоджену премію продавцю по закінченні даної угоди. Звичайно премія вказується у виді певної кількості базисних пунктів, що підраховуються з умовної основної суми свопу, що лежить в основі опціону. Як правило, розмір премії дорівнює 20—40 базисних пунктів, проте він залежить від ціни використання, часу, що залишився до закінчення терміну, а також сталості процентних ставок, покладених в основу опціону. Ціна використання свопціону являє собою фіксовану ставку, що вказується в угоді про свопціон. Якщо свопціон є європейським, то власник використовує його в тому випадку, коли встановлена контрактом фіксована процентна ставка (ціна використання) буде нижча за фіксовану процентну ставку, що існує на відкритому ринку свопів із тим самим терміном, що встановлений для даного свопу. [Архівовано 4 грудня 2014 у Wayback Machine.]

## Свопціон «пут»
Свопціон пут — свопціон, який забезпечує право покупцю бути платником по плаваючій ставці (плаваючому курсу); при цьому йому будуть платити по фіксоівній ставці.

## Переваги свопціонів
- сторони отримують можливість конвертувати базові відсоткові ставки з фіксованих у плаваючі (і навпаки)на довстрокові періоди;
- зазвичай скорочують витрати обох сторін;
- відсоткові свопи відкривают доступ до тих ринків, які закриті для учасників, наприклад, через недостатньо високий рейтинг.[1]

## Вимоги до контракту
Зазвичай покупець і продавець свопціона обумовлюють:
- премію (піну) свопціона (плата за відстрочку операції своп);

- ставку (фіксовану ставку базового свопу);

- тривалість (зазвичай закінчується за два робочі дні до дати початку основного свопа) («термін» — величина відстрочки свопа);

- дата основного свопа;

- сума;

- додаткові комісії та відрахування;

- частота розрахунків по платежах за основним свопу.

Як і інші опціони, свопціон надає право на укладення в майбутньому контракту з обумовленими зараз умовами, але не зобов'язує це робити. Плата відображає мінливість дотримання обумовлених характеристик свопу в майбутньому. [Архівовано 4 грудня 2014 у Wayback Machine.]